# ديكستر داردين
ديكستر داردين (بالإنجليزية: Dexter Darden)‏ هو ممثل أمريكي، ولد في 24 يونيو 1991 في الولايات المتحدة.

## أعمال

### أفلام
- (2014) عداء المتاهة[5][6][7]
- (2015)  تجارب السكورش
- (2018)  علاج الموت[8]

## وصلات خارجية
- ديكستر داردين على موقع IMDb (الإنجليزية)
- ديكستر داردين على موقع ألو سيني (الفرنسية)
- ديكستر داردين على موقع أول موفي (الإنجليزية)
- ديكستر داردين على موقع قاعدة بيانات الفيلم (الإنجليزية)
- ديكستر داردين على موقع كينوبويسك (الروسية)